# 伊埃斯科城堡

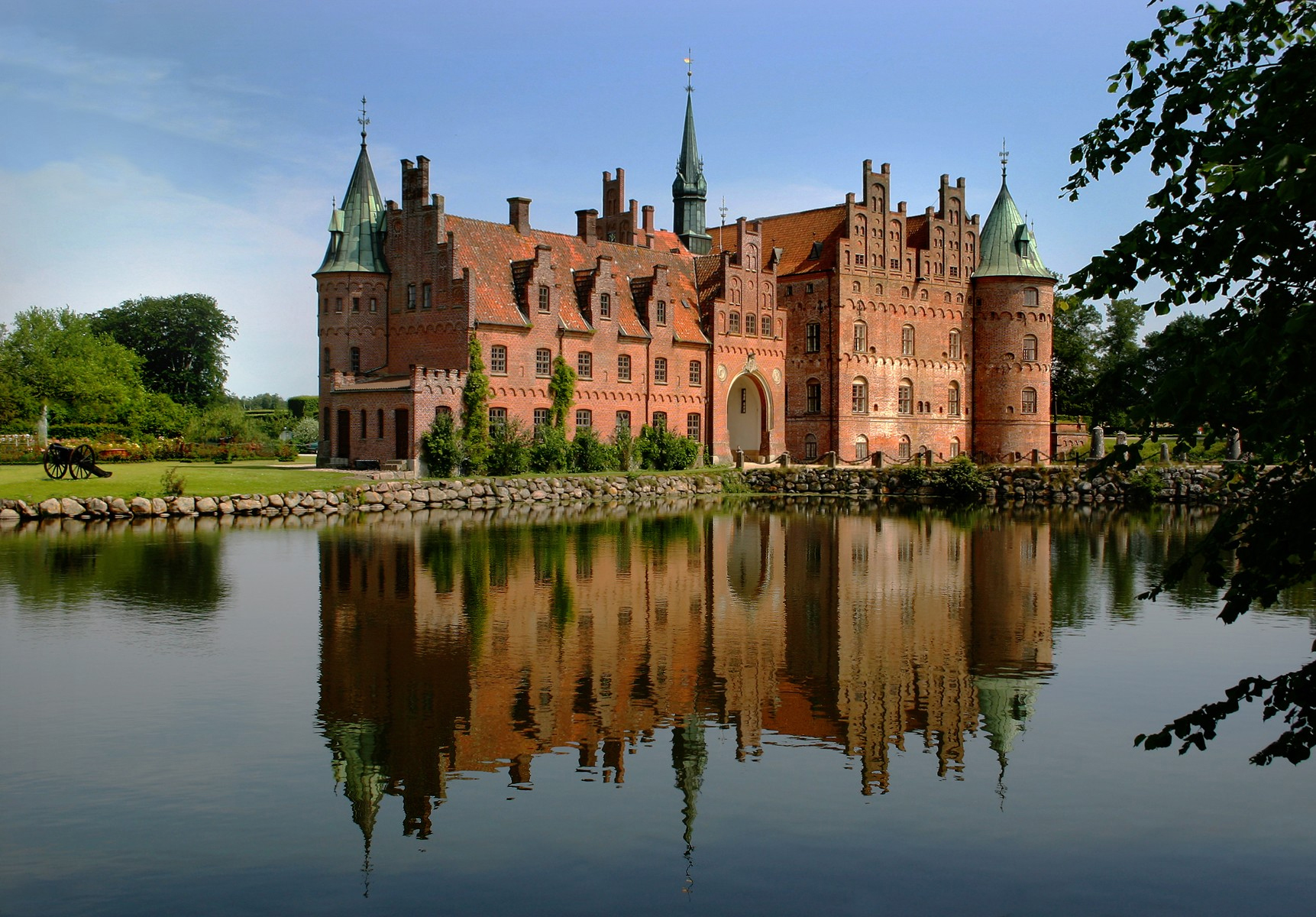
伊埃斯科城堡

55°10′35″N 10°29′22″E / 55.17639°N 10.48944°E
伊埃斯科城堡（Egeskov Slot）位于丹麦第二大岛菲英岛南部，建于1554年，是欧洲保存最好的文艺复兴风格的水边城堡。
由于宗教改革引发的国内战争，大部分丹麦的贵族将他们的家建得象防御工事。城堡采用橡树桩基，建造在一个小湖边上，湖最深处达5米。最初，进入城堡的唯一方式是通过一座吊桥。根据传说，为了打造桩基，花费了整整一个森林的橡树，城堡也因此而命名为“Egeskov”（丹麦语：橡树林）。

## 城堡结构
城堡由两座长建筑组成，通过一道厚的双层墙连接在一起。这样防御者可以放弃其中的一座建筑，在另一座建筑里继续战斗。 双层墙的厚度超过1米，里面藏有秘密的楼梯和一座水井。防御者可以通过两座圆形的角塔阻挡敌人的侧面进攻。其他中世纪的防御设施还包括炮口、堞口和射箭口。建筑由丹麦传统红砖砌成。

## 脚注
1. ↑  "Funen."（菲英岛）- 大英百科全书，2006年查阅。
2. ↑  Verner Rasmussen，《Egeskov》，2003年重印。